# Mauricijské tažení
Mauricijské tažení byla série obojživelných i námořních operací Velké Británie s cílem vytlačit pozice napoleonského Francouzského císařství z ostrovů Île de France (dnešní Mauricius) a Île Bonaparte (dnešní Réunion), náležících k francouzskému indooceánskému teritoriu v období napoleonských válek v letech 1809–1811. Tažení začalo na jaře roku 1809 a trvalo do jara 1811 a obě strany, Britské královské námořnictvo i Francouzské námořnictvo, nasadily početné eskadry fregat kvůli ochraně, Francouzi naopak kvůli přerušení obchodních námořních tras do Britské Indie. Ve válce, v níž britské námořnictvo téměř ovládlo světová moře, je mauricijské tažení významné naopak díky převaze francouzského loďstva v oblasti, korunované vítězstvím nad britskými silami v bitvě u Grand Port na podzim roku 1810 – nejvýznamnější porážkou britského námořnictva v celé válce s napoleonskou Francií.
Britská admiralita plánovala útok proti Île de France již od roku 1806, kdy Britové obsadili Holandskou východní Indii, avšak své plány byli nuceni uskutečnit dříve, neboť k závěru roku 1808 z Francie do Indického oceánu vyplula silná eskadra fregat pod velením komodora Jacquese Hamelina, která byla schopna zajmout mnoho lodí Britské východoindické společnosti a útoky na námořní konvoje obchodních lodí narušit obchodní trasy napříč Indickým oceánem. Velitel britského loďstva u mysu Dobré naděje admirál sir Albemarle Bertie, donucený utkat se s nepřátelskou eskadrou, nařídil komodoru Josiasu Rowleyemu zablokovat francouzské ostrovy a zabránit tak Francouzům využít jich jako základen k dalším nájezdům.
V dalších dvou letech se Britové soustředili na napadání francouzských přístavů na Île de France a Île Bonaparte, zatímco Francouzi přepadali obchodní konvoje v širokém oceánu. Britové byli schopni pomocí menších vylodění a ničením ostrovních přístavních základen pomalu vyčerpávat francouzské síly a omezovat francouzskou vojenskou přítomnost, avšak porážkou, jež Britové utrpěli u Grand Port v srpnu 1810 byli nuceni se na podzim roku 1810 stáhnout do defenzivy. Hamelin byl nakonec poražen až poté, co byl zajat na své vlajkové lodi Vénus svým protivníkem Rowleyem, krátce předtím, než Britům dorazily mohutné posily pod velením admirála Albemarle Bertieho, jež měly obsadit Île de France. V průběhu celého konfliktu nebyli Francouzi schopni zajistit přísun významných posil z Evropy; téměř všechny pokusy prolomit britskou blokádu francouzských přístavů skončily nezdarem a před dobytím Île de France se podařilo úspěšně doplout do Indického oceánu pouze jediné francouzské fregatě. Poslední pokus francouzských lodí doplout na Île de France proběhl v květnu 1811, ale tyto posily již pouze zjistily, že ostrov je v britských rukách. Na zpáteční cestě byla francouzská eskadra napadena Brity u Madagaskaru a poražena, čímž Britové získali úplnou kontrolu nad Indickým oceánem.

## Předchozí události
Indický oceán představoval důležitou dopravní tepnu mezi jednotlivými částmi Britského impéria. Obchodní lodě z Číny, Arábie a východní Afriky jej pravidelně křižovaly a jeho centrem byla Britská Indie, ze které každoročně vyplouvaly lodě britské Východoindické společnosti, naložené zbožím v hodnotě řádově milionů liber šterlinků, do Británie. Obchod s Indií byl životně důležitý pro finanční stabilitu Británie a z tohoto důvodu bezpečnost indooceánských obchodních tras bylo pro britské královské námořnictvo prioritou číslo jedna. Vypuknutí napoleonských válek roku 1803 po krátce trvajícím amienském míru, kterým skončilo období francouzských revolučních válek, způsobilo, že obchodní trasy v Indickém oceánu nyní začaly ohrožovat holandské lodě, operující ze svých základen v Kapském Městě a Holandské východní Indii a také francouzské síly z Île de France a nově přejmenovaného Île Bonaparte. Do roku 1808 byla díky několika krátkým, ale úspěšným britským kampaním většina holandských kolonií dobyta; Kapsko v lednu 1806 sirem Homem Pophamem a většina Holandské východní Indie v prosinci 1807 sirem Edwardem Pellewem. Francouzské indooceánské državy, mnohem lépe obranyschopné díky svým silným opevněním a posádkám francouzské pravidelné armády, nacházející se několik měsíců plavby od britských přístavů, se staly největší výzvou pro omezené britské síly operující v oblasti.
Na počátku války, stejně jako v předchozím konfliktu, začali vyvíjet činnost francouzští korzáři, včetně flotily malých lodí slavného francouzského korzára Roberta Surcoufa, přičemž zázemí jim poskytovaly francouzské ostrovní základny. Korzáry příležitostně doplňovaly i lodě francouzského námořnictva, především fregata Piémontaise (zajata Brity roku 1808) a staré fregaty Sémillante a Cannonière. Tyto lodě operovaly na sobě zcela nezávisle a dosahovaly dílčích úspěchů proti menším britským válečným i obchodním lodím, ale jejich síla nestačila, aby představovaly vážnější hrozbu pro indooceánské obchodní trasy. V srpnu 1808 byla oběma fregatám, Sémillante a Cannonière, demontována část výzbroje a jako zásobovací lodě byly odeslány zpět do Francie. Na podzim téhož roku byla guvernérovi Charlesu Decaenovi jako náhrada dvou ztracených fregat vyslána eskadra čtyř velkých fregat pod velením Jacquese Hamelina. Tyto lodě, Vénus, Manche, Caroline a Bellone, představovaly značnou sílu určenou k ničení britského obchodu v Indickém oceánu a k ochraně Île de France a Île Bonaparte. Díky Île de France měly tyto fregaty přístup k velkému počtu nezaměstnaných námořníků a několika opevněným přístavním kotvištím, které sloužily jako základny pro podnikání útočných plaveb proti britským lodím. Na jaře 1809 se k flotile měla připojit ještě pátá fregata Niémen, avšak ta byla již po několika hodinách po vyplutí z Francie zajata britskými silami v námořní šarvátce 6. dubna 1809.
Protiútok proti Francouzům operujícím v oblasti organizoval z hlavní základny v Kapském Městě kontradmirál sir Albemarle Bertie. Nepočetným britským silám velel komodor Josias Rowley, který obdržel rozkazy k blokádě ostrovů Île de France a Île Bonaparte a k zajímání nebo ničení francouzských lodí, které operovaly z ostrovů. Ke splnění tohoto úkolu byla Rowleyemu přidělena stará řadová loď HMS Raisonnable, padesátidělový HMS Leopard, fregaty HMS Nereide, HMS Sirius a HMS Boadicea a několik menších lodí. Obě eskadry, jak britského, tak francouzského námořnictva, připluly do Indického oceánu na jaře roku 1809.

## První střety
Hamelinovy síly byly okamžitě nasazeny do akce: Caroline napadla 31. května konvoj britské Východoindické společnosti v Bengálském zálivu a zajala dvě obchodní lodě, Streatham a Europe. Caroline se při křižování Indickým oceánem podařilo zajmout ještě několik menších lodí, než se v srpnu vydala s kořistí zpět na Île Bonaparte. V létě a na podzim v Bengálském zálivu křižoval také Hamelin na vlajkové lodi Vénus, doprovázen Manche a korvetou Créole. Dne 26. července Vénus zajala ozbrojenou loď britské Východoindické společnosti Orient u Nikobarských ostrovů.
Rowleyovy síly byly rovněž aktivní: později na jaře Nereide pod velením kapitána Roberta Corbeta zajala několik menších lodí poblíž Port Napoleon. Mezi zajatými loděmi byla také briga L'Agile, kterou Corbet odeslal k Mysu Dobré naděje, ale britská kořistní posádka L'Agile se po cestě vzbouřila, zabila velícího důstojníka a i s lodí odplula na Île Bonaparte. Briga HMS Otter pod velením kapitána Nesbita Willoughbyho napadla 14. srpna kotviště na Rivière Noire (na Černé řece) na Île de France a zajala jednu kabotážní (pobřežní) loď, kterou ale musel později pod těžkou palbou opustit. Kapitánovi Willoughbymu se krátce poté podařilo také znovu zajmout L'Agile. Rowley sám na Raisonnable pronásledoval francouzskou fregatu Bellone, která 17. srpna vyplula z Port Napoleon, ale nebyl schopen ji dohnat. Nejvýznamnějším výsledkem všech akcí se stalo obsazení ostrova Rodrigues britskou armádou z Indie vedenou podplukovníkem Henrym Keatingem. Tento malý ostrov byl dostatečně blízko k francouzským ostrovům na to, aby se stal základnou pro jejich efektivní blokádu a výchozím bodem pro plánovanou invazi na Île Bonaparte a Île de France.

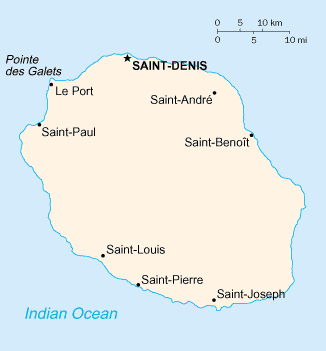
Île Bonaparte

Ke své první velké koordinované akci byl Rowley povzbuzen poté, co se francouzská fregata Caroline vrátila na Île Bonaparte se dvěma ukořistěnými loděmi. Caroline, chráněná děly přístavu Saint-Paul představovala pro expediční síly z Rodriguesu lákavý cíl pro nácvik k invazi na celý ostrov. Dne 21. září se na Île Bonaparte vylodila expedice složená ze 600 vojáků, námořníků a královské námořní pěchoty pod velením Keatinga a Willoughbyho, obešla přístavní opevnění a za úsvitu udeřila z týlu. Postupná neutralizace odporu francouzské domobrany a zabezpečení dělostřeleckých baterií, které měly chránit přístav, dovolila Rowleyově eskadře vplout přímo do přístavu a začít ostřelovat kotvící francouzské lodě. Francouzští námořní důstojníci, bez další podpory stojící proti značné přesile, najeli s loděmi na břeh, opustili je a dovolili Britům zajmout Caroline, dvě ukořistěné lodě britské Východoindické společnosti a několik menších lodí. Pokusy Francouzů o znovudobytí města ztroskotaly na neschopnosti velitele ostrova, generála Nicolase Des Bruslys, utkat se s Brity s jeho hlavními silami. Generál Des Bruslys později spáchal sebevraždu. Když francouzská obrana ztratila svého velitele, bylo dojednáno mezi Brity a Francouzi příměří na pět dnů. Během této doby byli Britové schopni odvézt všechny zásoby a zničit správní budovy; 28. září Rowley a jeho vojáci Saint-Paul opustili. Za své služby byli britští velitelé odměněni: Willoughby vlastním velením na Nereide a Corbet na Caroline, jež byla Brity přejmenována na HMS Bourbonnaise, byl odeslán zpět do Anglie.
Zatímco Rowley útočil na Saint-Paul, Hamelin se svými loděmi Vénus, Manche, Bellone a korvetou Créole křižoval v Bengálském zálivu. Dne 10. října Francouzi zaútočili na základnu britské Východoindické společnosti v Tappanooly na Sumatře a vypálili ji do základů; celé osazenstvo kolonie bylo vzato do zajetí, ačkoliv ženy byly propuštěny a na malém škuneru odeslány do Padangu. Dne 2. listopadu Bellone po několikahodinovém pronásledování a ostřelování zajala britskou brigu HMS Victor (18 děl). O dva týdny později, 18. listopadu, Hamelin zachytil konvoj tří lodí britské Východoindické společnosti a všechny tři lodě, Windham, Streatham a Charlton, zajal. 22. listopadu Bellone pronásledovala a dohnala Minervu, dvaapadesátidělovou portugalskou fregatu, kterou Francouzi taktéž zajali. Oslaben o část posádek, umístěných na ukořistěných lodích a s ohledem na blížící se období cyklónů, nařídil Hamelin návrat eskadry na Île de France. Cestou však byla francouzská eskadra zastižena bouří a rozptýlena; vlajková loď Vénus byla zvlášť těžce poškozena a před potopením ji zachránilo jen úsilí britských zajatců na palubě. Do 31. prosince všechny lodě, až na Windham, kterou znovu zajali Britové na čerstvě dorazivší fregatě HMS Magicienne, dopluly na Île de France.

## Invaze na Île Bonaparte
Ačkoliv se roku 1809 zdálo, že francouzské námořnictvo je v Indickém oceánu úspěšné, byla Hamelinova eskadra posílena z Francie jen jedinou fregatou Astrée, která dorazila počátkem roku 1810. Po skončení období cyklónů začal Hamelin rychle jednat: kapitán Guy-Victor Duperré na Bellone a kapitán Pierre Bouvet na bývalé portugalské fregatě Minervě 14. března vypluli z Île de France, aby ohrožovali Bengálský záliv a postupně také jihovýchodní pobřeží Afriky. Navzdory počátečnímu nedostatku možných cílů byl Duperrého nájezd úspěšný, když v červenci objevil a porazil další konvoj tří větších lodí britské Východoindické společnosti a zajal, již podruhé, Windham a Ceylon.
Krátce po Duperré odplutí z ostrova se britská eskadra pod velením kapitána Henryho Lamberta, skládající se z HMS Magicienne, HMS Iphigenia a HMS Leopard, přiblížila k Île de France, aby obnovila blokádu. Rowley vzápětí posílil Lambertovy síly a vydal rozkaz Willoughbymu na Nereide napadat pobřežní kotviště na ostrově. Dne 24. dubna Willoughby spatřil právě dorazivší Astrée a 30. dubna zaútočil na opevněné kotviště Jacolet. Jeho cílem zde byla velká francouzská obchodní loď střežená dvěma dělostřeleckými bateriemi a oddílem pravidelné pěchoty. Britové se na ostrově vylodili v noci pod těžkou nepřátelskou palbou, obsadili jednu z francouzských baterií a odrazili nápor Francouzů na své předmostí na pláži. Poté navzdory těžkému ostřelování a nutnosti přechodu řeky za bílého dne zajali i druhou francouzskou baterii. Při návratu zpět ke člunům Willoughbyho vojáky napadly francouzské jednotky, které přitáhly z vnitrozemí. Sám Willoughby byl však krátce na to vážně zraněn, když mu při střelbě explodovala v ruce jeho mušketa a rozdrtila mu čelist. Několik měsíců pak musel na Rodriguesu strávit léčbou ze svých zranění.
Během pozdního léta byly Rowleyeho síly ztenčeny o Raisonnable a Leoparda, které byly odeslány zpět do Anglie k opravám. Ačkoliv byla britská flotila zredukována na pět fregat a několik menších lodí, na Rodrigues dorazily posily z Madrasu a Rowley začal připravovat vylodění na Île Bonaparte. Île Bonaparte byl menší z francouzských námořních základen a byl slaběji bráněn, jeho obrana byla poškozena při nájezdu na Saint Paul předchozího roku. Dne 24. června odeslal Rowley na Rogrigues fregaty Boadicea a Nereide pro Keatingovy jednotky o síle 3 000 vojáků. Po setkání se zbytkem eskadry u ostrova Rowley zorganizoval dvě vylodění na 7. července z každé strany hlavního města Saint Denis. Britský výsadek rychle postupoval proti slabé francouzské obraně a tak Britové donutili guvernéra Chrysostôma de Sainte-Suzanne ke kapitulaci již druhého dne. O několik dnů později byl z francouzského vězení osvobozen komandér Matthew Flinders, průzkumník, jenž byl osm let před tím zatčen guvernérem Île de France Charlesem Decaenem a vězněn, navzdory přímému Napoleonovu rozkazu propustit ho. Flinders byl schopen Rowleyemu a později Bertiemu podat podrobné informace o obraně Île de France.

## Bitva u Grand Port

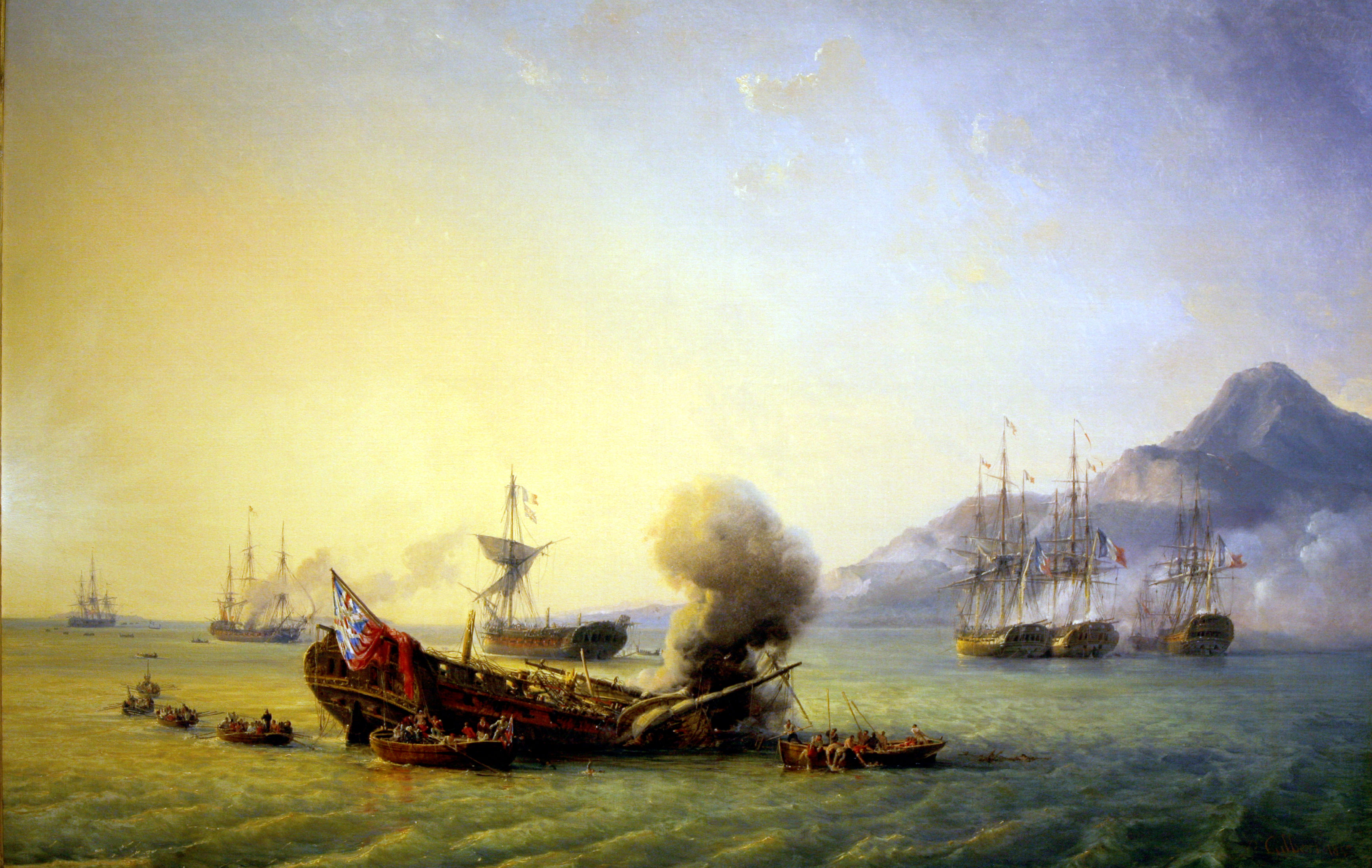
Pierre Julien Gilbert: Combat de Grand Port, Musée national de la marine

Rowley svou pozornost na Île de France zaměřil dokonce ještě před tím, než se mu vzdala posádka Île Bonaparte. Britský velitel rozhodl, že nejlepší způsob, jak eliminovat Hamelinovu eskadru, bude blokáda důležitých přístavů obsazením ostrůvků vyznačujících vjezdy do těchto přístavů ve složitém systému korálových útesů obklopujících Île de France. Tyto korálové ostrůvky byly opevněné, avšak jakmile by se dostaly do britských rukou, ti mohli zabránit francouzským lodím ostrov opustit, či se na něj dostat a efektivně zadržovat Hamelinovy síly, dokud Rowley nebude připraven na invazi na ostrov. Velením akce byl pověřen kapitán Samuel Pym na Siriu a Willoughby na Nereide s úkolem začít obsazením Île de la Passe, ostrůvku který chránil vstup do přístavu Grand Port na jihovýchodním pobřeží Île de France.
Willoughby na Île de la Passe zaútočil 13. srpna a podařilo se mu jej dobýt a zablokovat tím přístup do Grand Port. S francouzským Grand Port v šachu začal Willoughby útočit podél pobřeží, zatímco Pym, posílen Henrym Lambertem na Iphigenii a Luciem Curtisem na Magicienne, blokoval Port Napoleon. Dne 20. srpna byly spatřeny plachty lodí směřujících ke Grand Port a Willoughby se rozhodl pro lest; chtěl vlákat francouzské lodě až do kanálu u Île de la Passe, kde na ně Britové mohli zaútočit a zajmout je. Ke Grand Port se blížila Duperrého eskadra vracející se s kořistí od afrického pobřeží. Navzdory obavám, které vyjádřil kapitán Bouvet, byl Duperré rozhodnut do Grand Port vplout, uklidněn francouzskými námořními signály, které ale vyvěsili Britové, kteří francouzské kódy získali, když dobyli Île de la Passe. Jakmile Francouzi minuli pevnost, Willoughby odhalil svou léčku a zahájil palbu na francouzské lodě. Falešná francouzská vlajka na pevnosti Île de la Passe se během spouštění při zahájení britské palby náhodně vznítila. Oheň se rychle rozšířil a zasáhl připravené zásoby střelného prachu, který explodoval a způsobil značné škody i ztráty na životech. V nastalém zmatku se až na jedinou loď podařilo Duperrého eskadře dostat do Grand Port.

Průběh bitvy u Grand Port:

Willoughby žádal o pomoc Pyma a ten 23. srpna vyslal Sirius, Iphigenii a Magicienne podpořit Nereide útokem na Grand Port. Pym však důkladně neprozkoumal kanál a Duperré odstranil výstražné bóje, díky čemuž Pymova eskadra byla nucena naslepo proplouvat složitým systémem korálových útesů a kanálů. Sirius a Magicienne brzy nenávratně najely na útesy, zatímco Iphigenia se snažila najít cestu a nebyla schopna se přiblížit k francouzské eskadře. Pouze Nereide se dostala až k francouzské linii a v důsledku prudkého Willoughbyho útoku byla celá francouzská eskadra zahnána na pobřeží; pouze Bellone zůstala na pozici, aby opětovala palbu britské fregaty. Náhodný zásah z Bellone však ustřelil Nereide jedno kotevní lano, loď se tak otočila a vystavila nepřátelské palbě svoji záď. Willoughbymu se podařilo zmírnit účinek francouzské palby přeseknutím druhého kotevního lana, čímž mohla část britských děl pokračovat v palbě na nepřítele, ale bitva již byla rozhodnuta ve prospěch Francouzů. Několik dalších hodin byla Nereide ostřelována z francouzských lodí a děl na pobřeží, dokud Nereide nepřišla o všechny stěžně a z fregaty se stal rozstřílený vrak s více než 220 členy posádky mrtvými či zraněnými. Nereide kapitulovala ráno 24. srpna a během následujících tří dnů byly další fregaty Magicienne a Sirius Brity opuštěny a zapáleny, aby nepadly do rukou Francouzům.
Ráno 28. srpna se Iphigenia, naložená přeživšími ze zničených fregat, střetla s Hamelinovými hlavními silami, kterým plavba od Port Napoleon trvala sedm dní. Kapitán Henry Lambert, tváří v tvář obrovské přesile, neměl na výběr a musel se vzdát; tak skončila největší britská námořní porážka v celých napoleonských válkách. Rowley na Boadicee dorazil 29. srpna, ale již nebyl schopen ovlivnit výsledek bitvy a byl Hamelinem na Vénus zahnán zpět do Saint Denis. Vzápětí vyslal zprávu na Rodrigues, Mys Dobré naděje a do Madrasu s naléhavou žádostí o posily. Bouvet zatím zahájil blokádu Île Bonaparte obsazeného Brity v naději, že se mu podaří Boadiceu zajmout.
Dne 11. září z Rodriguesu na pomoc Île Bonaparte připlula HMS Africaine pod velením kapitána Roberta Corbeta, který se účastnil již útoku na Saint Paul v roce 1809. Corbet byl jako velitel velmi nepopulární; když byla Africaine napadena Bouvetem a v šarvátce, v níž kapitán Corbet zahynul a Africaine byla zajata, začaly se dokonce šířit pověsti o Corbetově sebevraždě, či dokonce vraždě. Rowleyovi se však podařilo dobýt Africaine zpět již následujícího dne, ale riziko, jež představovaly Hamelinovy lodě pro britské fregaty operující samostatně bylo ještě vystupňováno 18. září 1810, kdy Hamelinova vlajková loď Vénus zajala další britskou fregatu HMS Ceylon. Rowley byl ale opět schopen fregatu získat zpět a při té příležitosti Vénus poškodit tak vážně, že nedokázala prchnout před Boadiceou, jejímuž kapitánovi se Vénus nakonec podařilo zajmout, i s Jacquesem Hamelinem na palubě.

## Dobytí Île de France

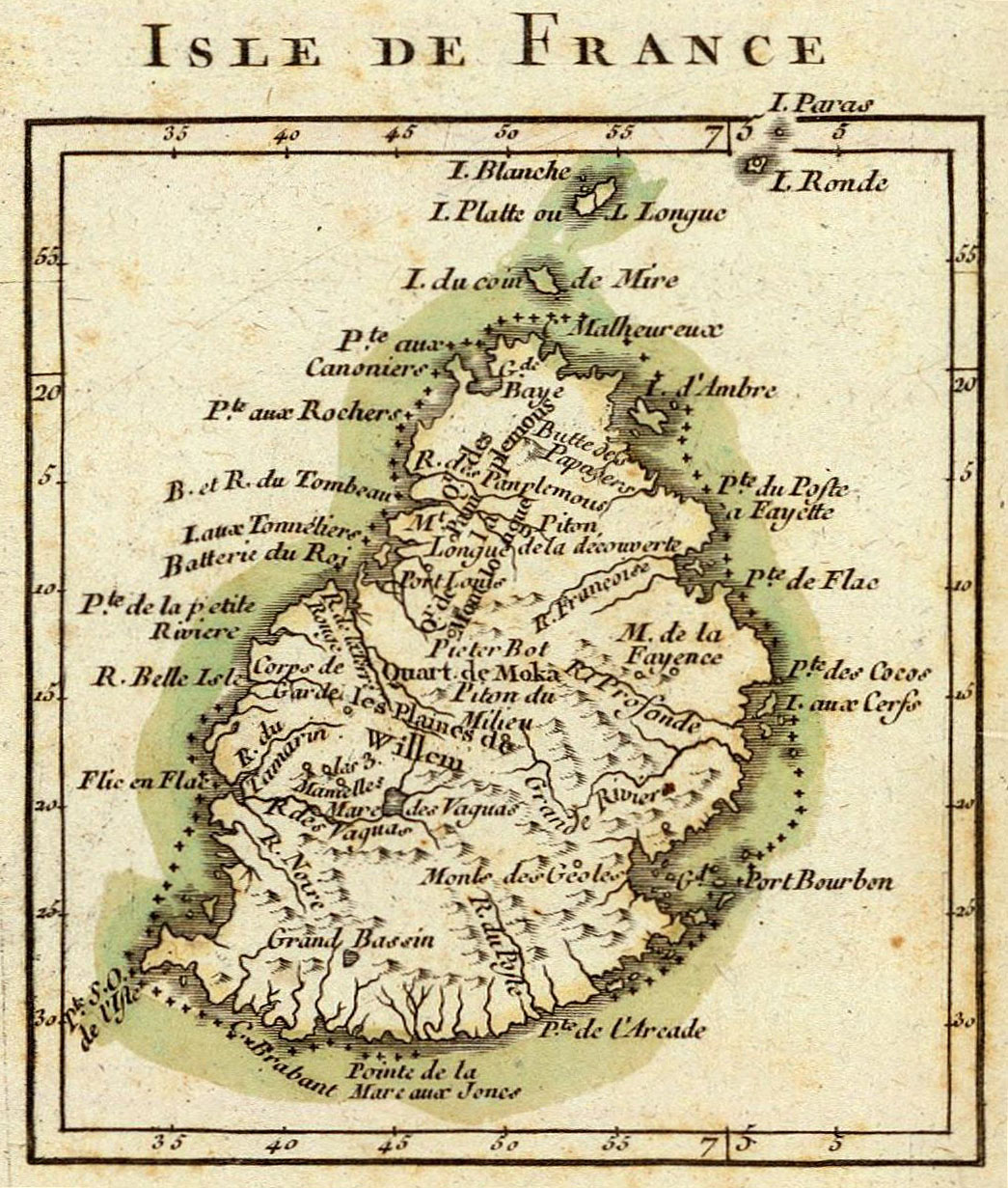
Île de France, historická mapa z roku 1791

Během září, října a listopadu 1810 do oblasti proudily britské posily z Madrasu, Bombaje a Mysu Dobré naděje – vojáci se shromažďovali na Rodriguesu, válečné lodě se připojovaly k Rowleyově eskadře u Île de France. K vybudování nové eskadry byl Rowley donucen nejen porážkou u Grand Port, ale také velkými ztrátami lodí britské Východoindické společnosti v letech 1809 a 1810; britské velení bylo rozhodnuto s francouzskou hrozbou z Île de France skoncovat ještě před začátkem období tropických cyklónů, které bylo pro plavbu Indickým oceánem příliš nebezpečné. Ve skutečnosti však již Francouzi na Île de France nepředstavovali takovou hrozbu jako dříve, protože škody, jež utrpěly francouzské lodě v bitvě u Grand Port a během září, nemohly být s materiálem dostupným na ostrově opraveny. Navíc se na ostrově díky přítomnosti velkého počtu britských zajatců rychle tenčily zásoby potravin a zajetím komodora Hamelina morálka francouzských jednotek upadla.
Koncem listopadu 1810 byla invazní skupina kompletní a velení na Rodriguesu převzal nyní již viceadmirál Albemarle Bertie. Po poradě se svými veliteli se Bertie rozhodl provést invazi v Grand Baie severně od hlavního města ostrova. Samotnému vylodění měl velet kapitán Philip Beaver na HMS Nisus, předvoj tvořily speciálně vybrané jednotky pod velením Henryho Keatinga a námořní brigáda vedená kapitánem Williamem Augustem Montaguem. Tyto síly měly během následujících dnů postoupit na Port Napoleon, posíleny v následujících dnech o hlavní sbor generála Johna Abercrombyho. Invazní skupina o síle téměř 7000 mužů byla mnohem větší silou, než měli na ostrově k dispozici Francouzi pod velením Charlese Decaena, tedy přibližně asi 1300 mužů a Britové byli rozhodnuti dosáhnout rychlého vítězství ještě před začátkem období cyklónů v prosinci.
Invazní skupina o síle 70 lodí opustila Rodrigues 22. listopadu a Grand Baie dosáhla o osm dní později, 29. listopadu. Francouzi se vylodění nepokusili zabránit ani na moři, ani na pobřeží a Keating tak byl schopen se rychle přiblížit k hlavnímu městu, zatímco kvapně zmobilizovaná domobrana před Brity ustupovala. Dne 30. listopadu Keating překročil Rivière du Tombeau a navečer se již britské předsunuté jednotky střetly s Decaenovou posádkou z Port Napoleon, několik mil od hlavního města. Druhého dne ráno se Decaenův polní velitel Edmé-Martin Vandermaesen postavil Britům do cesty, zformoval linii na vyvýšenině před městem, čímž zablokoval Keatingovi další postup. Zatímco část britských sil poutala nepřátelský střed, využil Keating početní převahy k obchvatu, Francouzskou posádku porazil a Port Napoleon dobyl. Klid zbraní byl nastolen 2. prosince a následujícího dne Decaen kapituloval; francouzští vojáci byli repatriováni i se svými standartami a osobními zbraněmi.

## Konec tažení

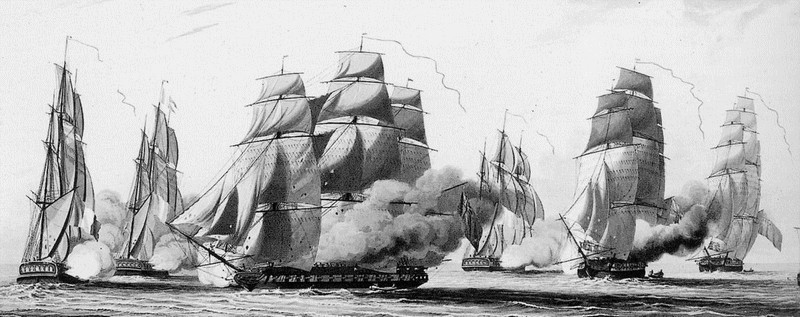
Bitva u Tamatave, dobová rytina

Pád Île de France znamenal konec britského tažení; mezi kořistí, jež padla Britům do rukou bylo šest francouzských fregat a více než 200 děl a v neposlední řadě ostrovy samy – ostrovu Île de France se vrátilo jeho původní holandské jméno Mauricius a pod britskou vládou zůstal až do získání nezávislosti roku 1968. Britské jednotky byly z ostrova staženy, velení přešlo na Philipa Beavera, který lodě podílející se na dobytí Île de France odeslal bojovat s Francouzi na Madagaskar a Seychely. Kvůli značné vzdálenosti mezi Evropou a Indickým oceánem se zprávy nesly pomalu, francouzská vláda tak v únoru roku 1811, kdy vyslala eskadru s posilami a zásobami materiálu pro opravy Hamelinových lodí pod velením Françoise Roqueberta, ještě o pádu Île de France nevěděla. Eskadra do Indického oceánu dorazila 5. května a málem se u Grand Port střetla s britskými silami, ale podařilo se jí uprchnout do západního Indického oceánu. Zastavena byla až u Tamatave na Madagaskaru, kde byla 20. května dostižena britskými loděmi pod velením kapitána Charlese Marshe Schomberga a poražena. Bitvu u Tamatave charakterizoval velmi slabý vítr střídající se s bezvětřím a obě bojující strany tak většinu dne stály na místě a bojovaly spolu přerušovaně, kdykoliv se trochu zvedl vítr.
Francouzi u Tamatave ztratili dvě své fregaty a celkové ztráty francouzského námořnictva během britského mauricijského tažení se vyšplhaly na deset. Porážka u Tamatave znamenala konec mauricijského tažení i francouzských nadějí na přerušení britské námořní cesty do Indie; jedinými bezpečnými přístavy tak v oblasti zůstalo pouze několik holandských kolonií na Jávě, které se staly terčem útoku britských sil operujících v oblasti Indonésie. Mauricijské tažení také ovlivnilo britskou poválečnou strategii v Indickém oceánu – což bylo demonstrováno udržením Mauriciu jako kolonie (ačkoliv Île Bonaparte, jemuž se roku 1814 vrátilo jeho přednapoleonské jméno Île Bourbon, se navrátil pod francouzskou bourbonskou správu). Díky strategické základnám podél obchodních námořních tras byly britské konvoje ve větším bezpečí a britské námořnictvo získalo potřebnou infrastrukturu pro operace na oceánech celého světa.

## Pozdější ohlasy
Mauricijské tažení se rovněž promítlo do kultury i veřejné představivosti v Británii i ve Francii: bitva u Grand Port je jedinou námořní bitvou, jež je zobrazena na Vítězném oblouku v Paříži, v Anglii zatím byli za své služby v Indickém oceánu Rowley i Bertie povýšeni do stavu baronetů. Tažení bylo později studováno jak námořními historiky, například Williamem Jamesem a Williamem Lairdem Clowesem, tak spisovateli jako Alexandre Dumas mladší, který výpravu vykreslil z francouzské perspektivy ve svém románu Georges z roku 1843 nebo Patrick O'Brian ve svém románu Výprava na Mauricius z roku 1977, kde sleduje příběh celého britského tažení se svým fiktivním hrdinou Jackem Aubreyem na místě Josiase Rowleyeho.